# جز این سرزمین جایی نیست
جز این سرزمین، جایی نیست (انگلیسی: No Other Land) فیلم مستند محصول سال ۲۰۲۴ است که توسط باسل عدرا، حمدان بلال، یووال آبراهام و راشل سور کارگردانی شده است و نخستین تجربه کارگردانی آن‌ها به‌شمار می‌رود. این فیلم توسط یک گروه فلسطینی-اسرائیلی متشکل از چهار فعال ساخته شده است که آن را به عنوان اقدامی در جهت مقاومت و دستیابی به عدالت در طول درگیری‌های ادامه‌دار در منطقه توصیف می‌کنند. این مستند در نود و هفتمین دوره جوایز اسکار برنده جایزه اسکار بهترین فیلم مستند شد.